# دونالد ميتكالف
دونالد ميتكالف (بالإنجليزية: Donald Metcalf)‏ هو عالم وظائف الأعضاء أسترالي، ولد في 26 فبراير 1929 في Mittagong ‏ في أستراليا، وتوفي في 15 ديسمبر 2014 في ملبورن في أستراليا.